# مات لام
مات لام (10 سبتمبر 1989 في إدمونتون في كندا – )؛ هو لاعب كرة قدم كان يلعب كلاعب وسط.

## وصلات خارجية
- مات لام على موقع رابطة كرة القدم اليابانية للمحترفين (اليابانية)
- مات لام على موقع قاعدة بيانات كرة القدم.إي يو (الإنجليزية)
- مات لام على موقع Soccerway.com (الإنجليزية)
- مات لام على موقع عالم كرة القدم.نت (الإنجليزية)